# Buoso Donati

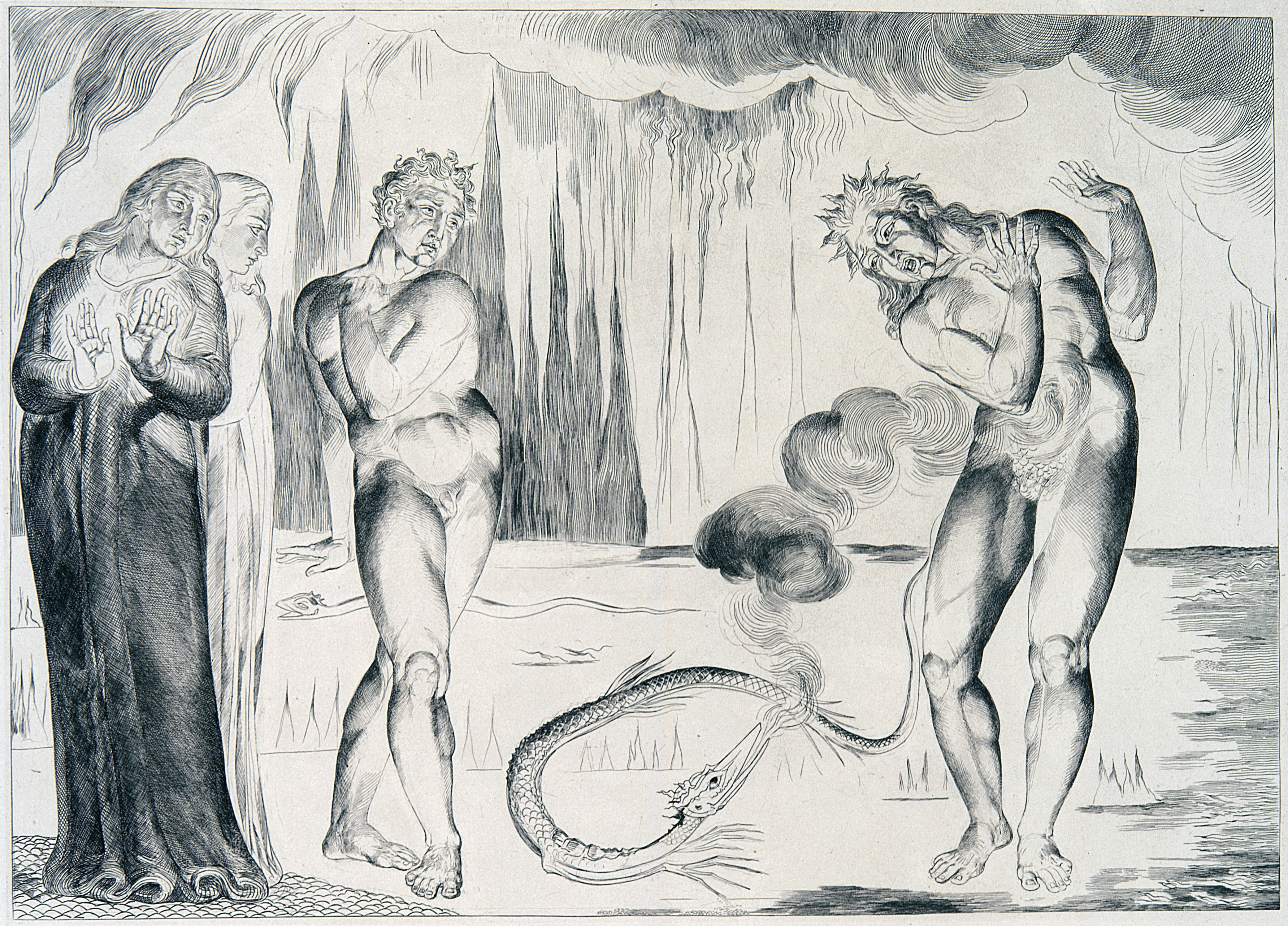
Ilustración de William Blake de la Divina comedia donde se ve a La Serpiente atacando a Buoso Donati

Buoso Donati (... – fines del siglo XIII) es uno de los cinco ladrones florentinos citados en la Divina Comedia de Dante Alighieri, en la séptima fosa del Infierno, dedicada a los fraudulentos que robaban (Inf. XXV).
En el pasaje en cuestión Dante está completamente concentrado en la descripción de la metamorfosis entre los condenados y las serpientes, por lo cual las noticias biográficas de los varios personajes están completamente ausentes, así como datos de las acciones que los condenaron al Infierno. 
La última parte del canto XXV está enteramente dedicada a la transformación doble entre un hombre y una serpiente. El hombre es un tal Buoso, que se convertirá en reptil, mientras que la serpiente-lagartija es "aquel que tú, Gaville, lloras" (v. 151).
Los comentadores antiguos indicaron, si bien no sin incertezas, que estas dos figuras serían Buoso Donati y Francesco de' Cavalcanti.
Un Buoso Donati fue quien firmó un petitorio de paz entre güelfos y gibelinos propuesto por el Cardenal Latino en el 1280 y sería nieto del homónimo Buoso Donati il Vecchio (el Viejo) transformación de Gianni Schicchi. No se tienen noticias sobre el pecado de robo.